# Т92
Т92 (енгл. Т92 Howitzer Motor Carriage) тешка је самоходна хаубица коју су развијале Сједињене Америчке Државе током Другог светског рата. Т92 су најтеже произведене самоходне артиљерије Америке.
Главно наоружање, M1 Ховицер од 240 милиметара, постављено је на измењену шасију тешког тенка Т26Е3, познатог као Першинг, модификован је ходни строј, додат је још један точак, што је укупно давало седам. Први модел је завршен лета 1945. Мада је наручено 144, yкупно је произведено пет примерака (наруџбине су отказане због предаје Јапана).
Одређен број овог модела требало је да се користи у Операцији Даунфол (енгл. downfall — пропаст), планираној инвазији на Јапан. Међутим, услед јапанске предаје 14. августа 1945, самоходне хаубице Т92 нису ангажоване на Пацифику.